# Mazax
Mazax là một chi nhện trong họ Corinnidae.

## Các loài
- Mazax ajax Reiskind, 1969
- Mazax chickeringi Reiskind, 1969
- Mazax kaspari Cokendolpher, 1978
- Mazax pax Reiskind, 1969
- Mazax spinosa (Simon, 1897)
- Mazax xerxes Reiskind, 1969